# Francesco Piccolpasso
Francesco Piccolpasso, indicato anche come Pizzolpasso o Pizolpassi (Bologna, 1375 circa – Milano, febbraio (?) 1443), è stato un arcivescovo cattolico italiano.

## Biografia

### Origini e carriera ecclesiastica
Francesco, figlio di Nicola Piccolpasso, era originario di una nobile famiglia di Bologna (il Palladini ritiene che appartenesse alla nobile famiglia dei Lambertini), dove aveva iniziato la propria carriera ecclesiastica: il 19 ottobre 1393 ottenne dal vescovo Bartolomeo Raimondi la tonsura clericale. Nel 1400 era già a Roma, familiare di papa Bonifacio IX, negli anni del Grande Scisma.

#### Al fianco di Giovanni XXIII a Costanza
Nel 1413 venne nominato da papa Giovanni XXIII commissario pontificio in Tuscia. In quell'anno accompagnò il papa Cossa nella fuga a Firenze, a seguito dell'invasione del re di Napoli, Ladislao. La fiducia accordatagli dal pontefice gli consentiva di scalare rapidamente i gradi della carriera ecclesiastica e curiale: fu inviato in Germania a raccogliere finanziamenti per il concilio di Costanza, coinvolgendo l'imperatore Sigismondo e, nel 1414, si recò col papa a Costanza.

#### La fiducia di Martino V e di Eugenio IV
Col fallimento del concilio e la deposizione del Cossa, Pizolpassi rientrò a Bologna dove poté contare sulla stima e l'amicizia di molti esponenti della nobiltà cittadina e soprattutto del vescovo Niccolò Albergati, conseguendo la laurea in diritto canonico (1417) e divenendo camerario della Cattedrale. Nel 1418 lascia nuovamente la città natale, chiamato ad altri incarichi dal nuovo papa Martino V: il 29 marzo 1423 divenne vescovo di Dax; quattro anni dopo, Il 26 febbraio 1427 fu trasferito alla diocesi di Pavia, dove incontrò l'opposizione del duca Filippo Maria Visconti. Si recò anch'egli al Concilio di Basilea (1432), ma vi restò per pochissimo tempo. Il successore di Martino V, il veneziano Eugenio IV, conscio delle notevoli capacità intellettuali e della moralità del vescovo, lo chiamò infatti a sé prima a Roma, e poi Firenze, ove il pontefice si era rifugiato. Fu probabilmente qui che, Il 7 giugno 1435, il Piccolpasso venne nominato arcivescovo di Milano, nominando a suo vicario il primicerio diocesano Francesco Della Croce per il governo della diocesi.

### Arcivescovo di Milano

#### Un arcivescovo "assente" e "presente" al contempo
I numerosi incarichi politici costrinsero, infatti, il neo-arcivescovo a risiedere molto poco nella sua diocesi. Benché fosse stato nominato arcivescovo nel 1435, il Piccolpasso poté rientrare in Lombardia solo nel 1440, prendendo momentaneamente dimora presso i Gerolamiti a Castellazzo, giacché Milano era governata dal legato pontificio, l'umanista Gerardo Landriani. Infatti, al Piccolpasso fu impedito di prendere possesso della diocesi in quanto il duca Filippo Maria Visconti aveva aderito, nel frattempo, alla causa dell'antipapa Felice V. Il Piccolpasso poté comunque governare la diocesi da un monastero al di fuori di Porta Ticinese, a causa dell'opposizione del duca di Milano. Consapevole dei rischi in cui poteva cadere l'amministrazione a causa di assenze prolungate, il Piccolpasso procedette da un lato alla creazione di un primicerio capitolare (1441), dotato di maggiori poteri rispetto al semplice primicerio diocesano. Un anno prima, il 30 gennaio 1440(? 1441), l'arcivescovo Francesco Piccolpasso pubblicò la Constitutio archiepiscopalis circa reformationem officii B. Ambrosii, consistente in una proposta di riforma del rito ambrosiano, eliminando gli abusi compiuti nei secoli e ridando prestigio alla corale e alla liturgia. Favorì inoltre, per l'educazione religiosa dei fedeli ambrosiani, la diffusione degli ordini religiosi. Morì a Milano presumibilmente nel febbraio del 1443 e fu sepolto, fra il cordoglio generale, nella Cattedrale. Benché avesse governato effettivamente per soli tre anni, il suo carattere integerrimo, il suo senso di pietà e l'energia che profuse per governare la diocesi furono rimpiante unanimemente.

## L'Umanista

### La biblioteca del Piccolpasso
Il Piccolpasso fu, oltre ad essere un politico ed un uomo di Chiesa, anche un umanista di chiara fama ed esperto giurista. Mentre si trovava a Basilea per conto di Eugenio IV (1432-1439), raccolse la maggior parte dei codici civili, letterari ed ecclesiastici che alla sua morte vennero donati (56 degli 83 totali) al capitolo del Duomo (e che poi il cardinale Federigo Borromeo li farà confluire nella Biblioteca Ambrosiana dove ancora oggi sono conservati). Tra i principali, si sottolineano il commento che Elio Donato fece sul commediografo Publio Terenzio Afro; il Notae Iuris di Probo e l'epitome di Giulio Esuperanzio, opera prima mai conosciuta. La biblioteca del Piccolpasso (che era sprovvista di opere di greco, lingua che non conosceva) era soprattutto ricca di autori sacri: si spaziava da Origene a Cirillo, da Agostino d'Ippona a Sidonio Apollinare.

### Considerazioni e amicizie
Celebrato come uno dei più assidui ed intelligenti ricercatori di manoscritti del primo umanesimo e considerato "il migliore arcivescovo del tempo" insieme al predecessore Bartolomeo Capra, il Piccolpasso ebbe stretti rapporti d'amicizia con i principali esponenti dell'umanesimo contemporaneo: il cardinale Nicola Cusano ed Enea Silvio Piccolomini; con l'umanista lombardo Pier Candido Decembrio (del quale apprezzò la sua versione della Repubblica di Platone, tanto da inviarne una copia ad Umfredo Plantageneto, duca di Gloucester), con Francesco Filelfo, col cancelliere della Repubblica di Firenze Leonardo Bruni e con il monaco camaldolese Ambrogio Traversari.